# Parafia Matki Bożej Częstochowskiej w Starachowicach
Parafia Matki Bożej Częstochowskiej w Starachowicach – rzymskokatolicka parafia w Starachowicach, należąca do dekanatu Starachowice-Północ w diecezji radomskiej.

## Historia
- W sierpniu 1981 z inicjatywy bp. Edwarda Materskiego ks. Mieczysław Murawski rozpoczął przygotowania do stworzenia na os. Łazy nowego ośrodka duszpasterskiego. W 1982 oddano do użytku tymczasową drewnianą kaplicę. 20 listopada 1983 bp Stanisław Sygnet poświęcił nową, murowaną kaplicę wraz z salami katechetycznymi. Parafia została erygowana 1 czerwca 1984 przez księdza biskupa Edwarda Materskiego. Kościół parafialny pod wezwaniem Matki Bożej Częstochowskiej w Starachowicach-Łazach powstał według projektu architektonicznego ks. Jana Borończyka i konstruktora Romana Muchy. Budowa została rozpoczęta w 1985 przez ks. Mieczysława Murawskiego. Kościół jest budowlą orientowaną, zbudowaną z czerwonej cegły i kamienia czerwonego.

## Terytorium
- Do parafii należą wierni zamieszkujący w Starachowicach przy ulicach: Aleja Najświętszej Maryi Panny, Boczna, Brzozowa, Cicha, Cisowa, Cmentarna, Długa, Górzysta, Iłżecka (od rzeki Młynówka), Jodłowa, Krańcowa, Lachy, Łazy, Objazdowa, Polna, Przeskok, Rubinowa, Sąsiedzka, Świerkowa, Wspólna, Zaułek, Zgodna, Żabia[1].

## Proboszczowie
- 1984 - 1986 - ks. Mieczysław Murawski
- 1986 - 2000 - ks. kan. Jan Borończyk
- 2000 - 2008 - ks. Sylwester Chodyra
- 2008 - 2008 - ks. Karol Adamczyk
- 2008 - nadal - ks. Grzegorz Roszczyk